# Advanced Power Management
Advanced Power Management（アドバンスド・パワー・マネージメント、APM）とは、PC/AT互換機で使われていた電源管理インタフェースの一つである。インテルおよびマイクロソフトによって1991年に策定された。

## 概要
Basic Input/Output System(BIOS)呼出を前提としたインタフェースで、オペレーティングシステム(OS)側からBIOSを呼び出す事が可能ならばOSに関わり無く使用可能である。BIOS呼び出しのインタフェースとして、リアルモードからの呼び出し、仮想86モードからの呼び出し、そして、32ビットBIOS呼び出しがサポートされているが、32ビットBIOS呼び出しの初期化には前2者のいずれかが必要となる。機能としてはソフトウエアによる電源操作、メモリイメージを保持したままCPUや周辺機器の電源を切って電源消費を抑えるサスペンド/リジューム機能などや電池の管理などがある。当初は主にノートパソコンに搭載されたが、ソフトウェアによる電源操作の機能のインタフェースとしてデスクトップパソコンにも導入された。

## 終焉
モバイル用途として開発された80386SL以降のCPUではAPMの実装を支援する機構がある。それは、システムマネジメントモードという動作モードで、OSからはトラップ出来ない特殊な割り込みを契機に移行し電源管理イベントなどを処理する。APMにおいてはOS側には電源管理イベントは通知されることは無く、OS側が知るにはBIOS呼び出しによって定期的に調査（ポーリング）する必要があった。
APMにおいては、基本的な機能のみが規定されており、一部の周辺機器の電源管理に関しては規定があったものの、様々な補助的な電源管理機能はベンダによって公開されていないハードウェアレジスタやBIOSインタフェース等を通してアクセスするデバイスドライバなどによって提供されており、限界を露呈しつつあった。また、BIOSの実装も複雑でありOSとの競合も起こりやすかった。
2005年現在、これらの問題からACPIにその地位を明け渡した。